# Andrzej Gwiazda
Andrzej Stanisław Gwiazda (ur. 14 kwietnia 1935 w Pińczowie) – polski inżynier elektronik, związkowiec, nauczyciel akademicki, publicysta, działacz opozycji w okresie PRL, współtwórca Wolnych Związków Zawodowych Wybrzeża i NSZZ „Solidarność”. Kawaler Orderu Orła Białego.

## Życiorys

### Wykształcenie i działalność zawodowa w okresie PRL
Urodził się w Pińczowie. Jego ojciec Stanisław był marynarzem (mechanikiem) we Flotylli Rzecznej Marynarki Wojennej. Wiosną 1939 rodzina Gwiazdów przeniosła się do Pińska. Po wybuchu II wojny światowej jego ojciec trafił do oflagu, w niewoli przebywał do końca wojny. Andrzej Gwiazda wraz z matką i babką w 1940 zostali wywiezieni, trafili do kołchozu w północnym Kazachstanie. Do Polski rodzina wróciła po sześciu latach, najpierw na krótko na Górny Śląsk, by ostatecznie zamieszkać w Gdańsku.
W 1953 rozpoczął studia na Politechnice Gdańskiej, skąd po dwóch latach został relegowany, a następnie powołany do wojska. W 1956 został zwolniony ze służby wojskowej i z powrotem przyjęty na uczelnię. Studia na kierunku elektronika ukończył w 1966, pozostając na uczelni do 1973 na stanowisku asystenta w Instytucie Cybernetyki Politechniki Gdańskiej. W 1967 wstąpił do Klubu Wysokogórskiego. W 1973 podjął pracę w Zakładach Okrętowych Urządzeń Elektrycznych i Automatyki Elmor. W drugiej połowie lat 80. pracował w firmie prowadzącej roboty malarskie na wysokościach.

### Działalność opozycyjna w okresie PRL
Brał udział w wydarzeniach marcowych w 1968 oraz grudniowych w 1970. W 1976 wspólnie z żoną Joanną napisał list do Sejmu PRL zawierający wyrazy poparcia dla postulatów głoszonych przez Komitet Obrony Robotników. Wkrótce małżonkowie zostali objęci zakazem opuszczania kraju. Został współpracownikiem KOR, a następnie Komitetu Samoobrony Społecznej „KOR” oraz redakcji pisma „Robotnik”.
W 1978 Andrzej Gwiazda znalazł się wśród założycieli Wolnych Związków Zawodowych Wybrzeża. Redagował wówczas biuletyn WZZ „Robotnik Wybrzeża”, zajmował się również drukiem i kolportażem innych wydawnictw drugiego obiegu. Od tegoż roku do 1980 około dziesięć razy był zatrzymywany przez funkcjonariuszy Służby Bezpieczeństwa, m.in. w 1979 został prewencyjnie zatrzymany, aby uniemożliwić mu udział w obchodach dziesięciolecia wydarzeń grudniowych zaplanowanych przez opozycję. W ramach represji dokonywano także przeszukiwań jego mieszkania i miejsca pracy.
Również od 1978 rozpracowywany przez funkcjonariuszy KWMO w Gdańsku w ramach spraw o kryptonimach „Brodacz”, „Związek”, „Echo”, „Mecenas” oraz „Rampa”. Ponadto był inwigilowany w ramach spraw dotyczących członków Klubu Wysokogórskiego „Trójmiasto”, a także opozycyjnych organizacji Ruch Społeczeństwa Alternatywnego, Federacja Młodzieży Walczącej oraz Ruch Wolność i Pokój.
W trakcie wydarzeń sierpniowych w 1980 został członkiem prezydium Międzyzakładowego Komitetu Strajkowego w Stoczni Gdańskiej. Współtworzył NSZZ „Solidarność”, 17 września 1980, w dniu powołania związku, został wybrany na stanowisko wiceprzewodniczącego związku jako jeden z dwóch zastępców Lecha Wałęsy. Uczestniczył w negocjacjach ze stroną rządową w sprawie trzech postulatów MKS: zniesienia cenzury, zalegalizowania niezależnych związków zawodowych oraz uwolnienia więźniów politycznych. Zajmował następnie stanowiska wiceprzewodniczącego Międzyzakładowego Komitetu Założycielskiego, Krajowej Komisji Porozumiewawczej i Komisji Krajowej.
Po wprowadzeniu stanu wojennego został zatrzymany 13 grudnia 1981 i internowany w Strzebielinku. Wkrótce przeniesiono go do aresztu śledczego na Białołęce, a we wrześniu 1982 (po wizycie przedstawicieli Międzynarodowego Czerwonego Krzyża) do jednego z ośrodków dla internowanych. 22 grudnia 1982 aresztowano go (wraz z 10 innymi internowanymi) i oskarżono o próbę siłowego obalenia ustroju. Osadzony został w areszcie śledczym na Mokotowie. Zwolnienie uzyskał 22 lipca 1984 na mocy amnestii. 16 grudnia 1984 został ponownie aresztowany podczas uroczystości rocznicowych. Następnie skazany w dwóch procesach politycznych na kary 3 miesięcy i 2 miesięcy pozbawienia wolności. Był osadzony najpierw w Gdańsku, później w Zabrzu, zwolniono go 15 maja 1985.
W latach 1986–1989 należał do liderów Grupy Roboczej Komisji Krajowej „Solidarności”, która sprzeciwiała się rozmowom z władzami PRL prowadzonymi pod przewodnictwem Lecha Wałęsy. Nie brał udziału w tworzeniu Komitetu Obywatelskiego ani obradach Okrągłego Stołu. Znalazł się wśród głównych oponentów Lecha Wałęsy, którego uznał za zdrajcę „ideałów sierpniowych” i agenta SB. Podjął działalność w Solidarności 80.

### Działalność zawodowa i publiczna w III RP

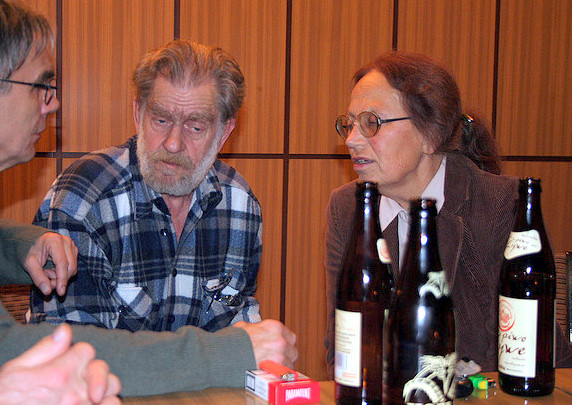
Andrzej Gwiazda z żoną (2007)

Współtworzył wydawane przez jego żonę (w latach 1989–1997) pismo „Poza Układem”. Bez powodzenia z listy komitetu wyborczego Poza Układem (lista nr 18) ubiegał się o mandat poselski w wyborach parlamentarnych w 1993 (otrzymał 4069 głosów). Do 1991 pozostawał bezrobotny, wrócił do Elmoru po wejściu w życie ustawy nakazującej przywrócenie do pracy osób zwolnionych z przyczyn politycznych. W 1998 przeszedł na emeryturę. W drugiej połowie lat 90. wycofał się z bieżącej polityki.
W 2005 z grupą byłych działaczy WZZ i NSZZ „S” z początku lat 80. zbojkotował oficjalne obchody 25. rocznicy powstania „Solidarności”, organizując wraz z pismem „Obywatel” własne uroczystości.
10 maja 2007 z rekomendacji Prawa i Sprawiedliwości został wybrany przez Senat w skład Kolegium Instytutu Pamięci Narodowej. Podczas przesłuchania przed głosowaniem stwierdził, że strajk sierpniowy w 1980 był inspirowany przez SB, a „pewne rzeczy wskazują”, iż prowokatorem był m.in. marszałek Senatu Bogdan Borusewicz (jeden z inicjatorów protestu w Stoczni Gdańskiej). Mimo żądań Bogdana Borusewicza Andrzej Gwiazda nie przedstawił żadnych dowodów na potwierdzenie tej tezy.
W 2011 wszedł w skład rady Stowarzyszenia Solidarni 2010. W wyborach parlamentarnych w tym samym roku jako kandydat bezpartyjny z ramienia PiS bez powodzenia ubiegał się o mandat senatorski w okręgu gdańskim.
Publikuje m.in. w „Obywatelu” i „Gazecie Polskiej Codziennie”. Wraz z żoną wydał książkę Poza układem: publicystyka z lat 1988–2006 (Łódź 2008). Wywiad rzekę z Andrzejem Gwiazdą przeprowadziła Wiesława Kwiatkowska (Gwiazda miałeś rację, Sopot 1990), a z małżeństwem Gwiazdów Remigiusz Okraska (Gwiazdozbiór w „Solidarności”, Łódź 2009).
W 2021 powstał film dokumentalny Marii Dłużewskiej Z Gwiazdami podróż bez końca opowiadający historię małżeństwa Gwiazdów.
W grudniu 2021 w postępowaniu sądowym prawomocnie zasądzono Andrzejowi Gwieździe 400 tys. zł tytułem zadośćuczynienia i odszkodowania za internowanie w stanie wojennym.
Wszedł w skład komitetu wspierającego kandydaturę Karola Nawrockiego na prezydenta RP w wyborach w 2025.

## Odznaczenia i wyróżnienia
W 2006, w uznaniu znamienitych zasług dla Rzeczypospolitej Polskiej, za działalność na rzecz przemian demokratycznych i wolnej Polski, prezydent Lech Kaczyński odznaczył go Orderem Orła Białego, a następnie powołał do Kapituły tego orderu. Andrzej Gwiazda odszedł z niej w 2010. W 2016 ponownie nominowany w jej skład przez prezydenta Andrzeja Dudę, pełnił tę funkcję do 2018.
Zarządzeniem prezydenta RP na uchodźstwie Ryszarda Kaczorowskiego z 1990 został odznaczony Krzyżem Kawalerskim Orderu Odrodzenia Polski. W 1998 prezydent Aleksander Kwaśniewski, za wybitne zasługi w działalności na rzecz ruchu związkowego, nadał mu Krzyż Kawalerski Orderu Odrodzenia Polski. Postanowieniem prezydenta Andrzeja Dudy w 2018 został odznaczony Krzyżem Wolności i Solidarności.
W 1999 wyróżniony Medalem Polonia Mater Nostra Est. W 2000 otrzymał tytuł honorowego obywatela Gdańska.
W 2017 został laureatem Nagrody im. Prezydenta RP Lecha Kaczyńskiego (przyznanej przez Ruch Społeczny im. Prezydenta RP Lecha Kaczyńskiego), a w 2018 otrzymał Nagrodę im. św. Grzegorza I Wielkiego (przyznaną przez miesięcznik „Niezależna Gazeta Polska – Nowe Państwo”).

## Życie prywatne
W 1961 zawarł związek małżeński z Joanną Dudą.